# 아시안 하이웨이 14호선

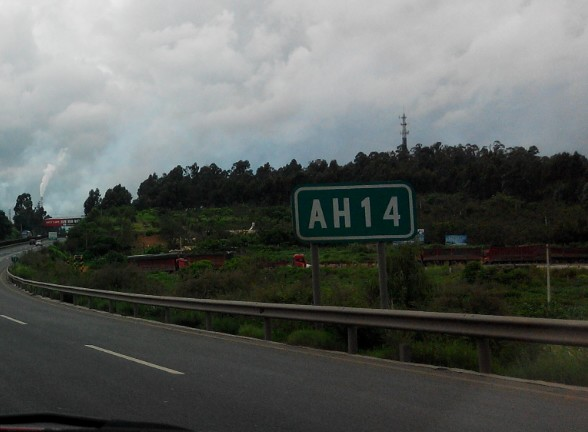
쿤밍시 부근에 있는 AH14와 관련된 노선 관련 현판

아시안 하이웨이 14호선(AH14, )은 베트남의 하이퐁에서 출발하여, 중간에 중화인민공화국(중국)의 윈난성을 거쳐 다시 미얀마의 만달레이까지 이어주는 총 연장 2,004 km의 구간을 가진 아시안 하이웨이 노선망이다. 그러나 이 도로는 아시안 하이웨이 1호선, 아시안 하이웨이 2호선, 아시안 하이웨이 3호선과 모두 만나는 특이 사항을 둔다.

## 주요 경유지

### 베트남
- 하노이-하이퐁 고속도로(영어판) : 하이퐁 - 하노이
- 노이바이-라오까이 고속도로 : 하노이 - 라오까이

### 중화인민공화국
- 카이허 고속공로(중국어판) : 허커우 야오족 자치현 - 미러시
- 광쿤 고속공로(중국어판) : 카이위안시 - 쿤밍시
- 항루이 고속공로(중국어판) : 쿤밍시 - 망시 - 루이리시

### 미얀마
- 미얀마 3번 국도 : 무세 - 라시오 - 만달레이 (아시안 하이웨이 2호선과 접촉)